# 白井克彦
白井 克彦（しらい かつひこ、1939年9月24日 - ）は、日本の工学者。早稲田大学名誉教授。専門は知能情報学。工学博士（早稲田大学）。
日本電信電話株式会社取締役（2012年6月 - 2022年6月）。前放送大学学園理事長（2011年4月 - 2017年3月末）。第15代早稲田大学総長（2002年 - 2010年）。

## 略歴
- 1939年 - 中国の大連に生まれる[1][2]
- 1952年 - 国立学園小学校卒業
- 1955年 - 北多摩郡国立町立国立中学校（現：国立市立国立第一中学校）卒業
- 1958年 - 東京教育大学附属駒場高等学校（現：筑波大学附属駒場高等学校）卒業
- 1963年 - 早稲田大学第一理工学部電気工学科卒業
- 1965年 - 早稲田大学大学院理工学研究科修士課程修了 早稲田大学第一理工学部助手
- 1968年 - 早稲田大学大学院理工学研究科博士課程単位取得満期退学 早稲田大学理工学部専任講師
- 1970年 - 早稲田大学理工学部助教授
- 1973年 - 工学博士（早稲田大学）の学位を取得（学位論文名「雑音の加わった非線形系に関する研究」[3]）
- 1975年 - 早稲田大学理工学部教授[2]
- 1992年 - 早稲田大学理工学部教務主任
- 1994年11月 - 早稲田大学理工学部教務部長、早稲田大学国際交流センター所長[2]
- 1998年11月 - 早稲田大学常任理事（教務、国際交流、情報システム）[2]
- 2001年 - 電子情報通信学会よりフェロー称号（情報・システム ソサイエティ）を授与[4]
- 2002年
  - 人工知能学会功績賞受賞[5]
  - 早稲田大学第15代総長
- 2003年11月18日 - 大韓民国の高麗大学校から名誉博士の学位を授与[6]。
- 2005年 - 第56回日本放送協会放送文化賞を受賞[7][8]。中国の復旦大学より名誉教授の称号を授与[9]。上海大学より名誉博士号を授与。
- 2006年 - 総長の任期満了（2006年11月4日）に伴う総長選挙の結果、再選（2010年11月4日から）。
- 2007年3月3日 - イタリア共和国功労勲章グランデ・ウフィツィアーレ賞を受賞[8]。
- 2007年8月17日 - 大韓民国の東義大学校から名誉博士の学位を授与。東義大学校で9人目の名誉博士授与者となる[10]。
- 2010年
  - 3月 - 早稲田大学を定年退職
  - 11月 - 早稲田大学総長退任、早稲田大学学事顧問
- 2011年4月 - 放送大学学園理事長（任期：2013年4月1日 - 2017年3月31日）[11]
- 2012年6月 - 日本電信電話株式会社取締役（2022年6月まで）、株式会社ジャパンディスプレイ取締役就任 [12][13]
- 2019年5月 - 春の叙勲で、瑞宝大綬章を受章[14][15]。

## 人物
- 日本における音声認識の第一人者であり、WABOT-2およびその後継でつくば科学万博で展示されたWASUBOTの音声処理システムは、白井研究室で開発されたものである。
- 大学時代には男声合唱団「早稲田大学グリークラブ」に所属。

## 親族
政治学者で京都精華大学准教授の白井聡は実子。

## 早稲田大学第15代総長
前任者の奥島孝康と同様に大学改革に積極的であり、就任後様々な改革に取り組んだ。
総長就任後の主な出来事は以下の通りである。

### 大学再編・新設
総長就任後、スポーツ科学部、人間科学部通信教育課程、国際教養学部、政治経済学部国際政治経済学科、大学院公共経営研究科、大学院情報生産システム研究科、大学院法務研究科、大学院会計研究科、大学院スポーツ科学研究科を新設。
2007年には第一文学部及び第二文学部を統合再編し、文化構想学部と文学部を新設。また
理工学部を分割し、基幹理工学部、創造理工学部及び先進理工学部に再編した。
2008年、東京都中野区の警察大学校の跡地一部を取得し、新たに「中野キャンパス」を2012年に開設する予定であることを表明した。実際は、留学生の大規模受入れに伴い、「早稲田大学中野国際コミュニティプラザ」として、2014年度から開設されることとなった。

### 医学部設置構想
かねてから慶應義塾大学と対比され、「医学部設置構想」たるものが度々沸き上がるものの、現段階では東京女子医科大学との「医工連携」に留まっている。また、総長自身が「医学部は持っていないほうがメリットがある。様々な大学と得意分野で連携が出来る」と発言しており、医学部を設置する予定は現段階では無いようである。
2008年、筑波大学と教育・研究における包括的協定を結んだ。早大の理工学及び筑波大の医学の両者を履修することで、両方の学士を取得できるプログラムを検討している。実現した場合、医学部のない早稲田大学を卒業した者が医学士号を取得できることになる。

### 国際化・留学生の大規模受入れ
アジア、とりわけ中国への進出が目立つ。2004年には、北京大学との共同教育研究機構の共同設置を表明し、また同大との「ダブルディグリー課程（両大学の学士を取得可能なプログラム）」を設置している。
大学の国際化に傾注しており、2007年には「5年以内に留学生を8000人受け入れる」計画があることを表明した。同年、王毅（元駐日本特命全権大使）と早稲田大学孔子学院設立協定書に調印。早稲田大学に 世界初の「研究型」孔子学院が設立された。

### 直属専門学校の再編・新設
2001年の早稲田大学専門学校から早稲田大学芸術学校への組織再編を継承し、就任直後の2003年に早稲田大学川口芸術学校を新設するなど、直属専門学校に力を入れ、芸術分野への進出を試みるものの、経営不振により、2010年に早稲田大学川口芸術学校は閉校が発表され、早稲田大学芸術学校も規模が縮小されての存続となった。

### 中学校・高等学校の新規系属校化
2009年4月から大阪府茨木市の「摂陵中学校・高等学校」を系属校化し、校名を「早稲田摂陵中学校・高等学校」に変更した。また、佐賀県唐津市に「早稲田佐賀中学校・高等学校」を2010年度に新設し系属校とした。
前者は「学校法人早稲田大阪学園」、後者は「学校法人大隈記念早稲田佐賀学園」がそれぞれ設置し、早稲田大学を設置する「学校法人早稲田大学」とは別法人である。卒業生のそれぞれ約1割と半数が早稲田大学へ進学できる。

## 学外活動
- 内閣府 沖縄振興審議会会長（2003年度-）
- 文部科学省 大学設置・学校法人審議会（大学設置分科会）委員委員（2006年5月12日-）
- 文部科学省 スーパーCOE「先端科学と健康医療の融合拠点の形成」代表（2004年度-）
- 文部科学省 中央教育審議会大学分科会大学院部会専門委員（2003年-）
- 文部科学省 科学技術・学術審議会委員（2003年2月1日-）
- 文部科学省科学技術・学術審議会学術分科会長代理（2007年 - ）[24]
- 日本学術振興会 グローバルCOEプログラム委員会委員（2007年度）
- 日本学術振興会 21世紀COEプログラム委員会委員（2004年度-）
- 社団法人 日本私立大学連盟副会長（2004年2月28日-）
- 社団法人 私立大学情報教育協会常務理事（1999年-2001年）、副会長（2002年-）
- 財団法人 大学基準協会会長（2005年5月26日-）
- 有限責任中間法人 大学技術移転協議会代表理事会長（2004年-）
- 日本放送協会 放送技術審議会委員（2001年度-）
- 国立大学法人 東京農工大学経営協議会委員（2006年4月1日-2008年3月31日）
- 国際教育交流協議会会長（2006年-2010年）[25]
- 学校法人早稲田実業学校理事長（2002年-2010年）
- 一般社団法人日本オープンオンライン教育推進協議会（JMOOC）理事長（2013年-）

## 著書

### 単著
- 『早稲田大学世界への飛翔』東洋経済新報社、2003年1月。ISBN 9784492222270。
- 『二十一世紀に輝く早稲田』早稲田大学総長室〈早稲田講義録 第10巻 第1号〉、2003年6月。
- 『早稲田はいかに人を育てるか 「5万人の個性」に火をつけろ』PHP研究所〈PHP新書 442〉、2007年1月。ISBN 9784569659961。
- 『音声言語処理の潮流』コロナ社、2010年3月。ISBN 9784339008104。
- 『早稲田の力 大学の未来、日本の未来。』角川学芸出版、2010年9月。ISBN 9784046214218。
- 『早稲田で学んだもの』早稲田大学総長室〈早稲田講義録 第17巻 第1号〉、2010年10月。

### 翻訳
- ヘンリー・M・レヴィー、リチャード・H・エックハウスJr.『プログラミングとアーキテクチャ 32ビット・スーパーミニコンVAX-11』CQ出版、1984年1月。

### 監修
- 『情報システムとヒューマンインタフェース』早稲田大学出版部、2010年3月。ISBN 9784657101099。

### 共編著
- 白井克彦・東基衛編著 編『概説書』日刊工業新聞社〈事務システム標準化マニュアル 1〉、1986年8月。
- 白井克彦・東基衛編著 編『システム開発標準 上巻』日刊工業新聞社〈事務システム標準化マニュアル 2〉、1986年8月。
- 白井克彦・東基衛編著 編『システム開発標準 下巻』日刊工業新聞社〈事務システム標準化マニュアル 3〉、1986年8月。
- 白井克彦・東基衛編著 編『システム開発基準』日刊工業新聞社〈事務システム標準化マニュアル 4〉、1986年8月。
- 白井克彦・東基衛編著 編『プロジェクト管理標準・ドキュメント管理基準』日刊工業新聞社〈事務システム標準化マニュアル 5〉、1986年8月。
- 白井克彦、竹沢寿幸、大熊健二、中島裕『RISCプロセッサ 32ビットプロセッサの新しい流れとAm29000』産業図書、1989年10月。ISBN 9784782855300。
- 白井克彦、田窪行則、窪薗晴夫、前川喜久雄、本多清志、中川聖一『音声』岩波書店〈岩波講座 言語の科学 2〉、1998年5月。ISBN 9784000108522。
- 東山三樹夫、白井克彦『信号解析とディジタル処理』培風館〈情報数理シリーズ B-4〉、1999年7月。ISBN 9784563014940。
- 白井克彦、枝廣淳子『大学力 早稲田の杜から「変える力」を考える』サイビズ、2005年10月。ISBN 9784072488751。

### 共訳
- D.H.シャインゴールド 著、白井克彦・笹川徹史 訳『トランスデューサ・インタフェースハンドブック』白井克彦監修、産業図書〈エレクトロニクス実践シリーズ〉、1984年10月。ISBN 9784782856314。

## 受賞・栄典
- 2001年 - 人工知能学会功績賞
- 2005年 - 第56回NHK放送文化賞
- 2006年 - イタリア共和国功労勲章グランデ・ウッフィチャーレ
- 2011年 - 第34回日本音響学会功績賞
- 2013年 - 高柳健次郎賞
- 2019年 - 瑞宝大綬章